# Helmut Scholz
Pour les articles homonymes, voir Scholz.
Helmut Scholz, né le 21 juin 1954 à Berlin est un homme politique allemand. Membre du parti Die Linke, il est député européen de 2009 à 2024. 

## Biographie
Au Parlement européen, Helmut Scholz siège dans le groupe de la Gauche unitaire européenne/Gauche verte nordique. Il est membre de la commission du commerce international.
Il est le fils du ministre est-allemand Paul Scholz.